# Ziegelhütte (Bad Berneck im Fichtelgebirge)
Ziegelhütte ist ein Wohnplatz der Stadt Bad Berneck im Fichtelgebirge im Landkreis Bayreuth (Oberfranken, Bayern). Der Ort liegt in der Gemarkung Bad Berneck.

## Geschichte
Die Ziegelhütte gab es bereits im 18. Jahrhundert. Sie gehörte samt Wohnhaus zur Stadt Berneck, hatte den Rat Berneck zum Grundherrn und lag wie die Stadt im Fraischbezirk der bayreuthischen Stadtvogteiamt Berneck. Bei der Vergabe der Hausnummern erhielt Ziegelhütte die Nummer 34. Das Anwesen lag damals etwa einen Kilometer südwestlich der Stadt auf freier Flur. Ziegelhütte wurde nur in einem Ortsverzeichnis des Jahres 1820 bei Berneck aufgeführt. Mittlerweile ist die ehemalige Einöde in der Bad Bernecker Ortsstraße Rimlasgrund aufgegangen. Etwas westlich davon gibt es bei der Bundesstraße 303 einen Straßenanschnitt, der als Geotop ausgezeichnet ist. Das ehemalige Wohnhaus der Ziegelhütte ist heute Haus-Nr. 2 und 4 der Ortsstraße Rimlasgrund. Beide Häuser sind denkmalgeschützt.